# 杉崎智介
杉崎 智介（すぎさき ともすけ、1963年2月14日 - ）は日本の映画監督、脚本家、放送作家、作詞家、作曲家、ラジオパーソナリティ、実業家、元政治家。

## 来歴
東京都出身。東京理科大学卒。武蔵工業大学（現東京都市大学）博士課程単位取得満期退学。社会保険労務士、行政書士。
1997年、大宮市議会議員選挙当選。（2001年5月1日、さいたま市施行に伴い、さいたま市議会議員として2003年4月30日まで在職。）
2001年、映画「チー公大作戦」で脚本家デビュー。
2003年4月、さいたま市議会議員選挙（大宮区）に出馬したが落選。
2003年8月、埼玉県知事選挙に出馬したが落選。
落選後は放送作家、DJ、実業家として活躍。
2021年6月13日放送のFMヨコハマの番組「YOKOHAMA SYA⇔REE」（毎週日曜日19:30～20:00放送中）内で、自身が癌の闘病中であることを初めて公表した。
祖父は日本南画院理事長を務めた小柳創生。伯父に隷書家の書家の杉崎雨泉。

## 作品
- 映画「チー公大作戦」脚本・監督
- 映画「le Salon」脚本・監督
- InterFMラジオドラマ「杉崎智介のle Salon」脚本
- FMヨコハマラジオドラマ「黒い館」脚本
- TOKYO FMラジオドラマ「ミッドナイト劇場〜てのひらドラマ」脚本
- FM-FUJIラジオドラマ「杉崎智介劇場」脚本
- tvkテレビドラマ「le Salon〜杉崎智介美術ミステリードラマ」脚本・演出
- TOKYO MXテレビドラマ「le Salon〜杉崎智介美術ミステリードラマ」脚本・演出

## 主な作詞・作曲
- 古郡ひろみ『愛するあなたに』、『はじめから』、『もうすこしだけ…』作詞
- ReeSya 『Sister』、『Sister Revolution』作詞・作曲、『Ultimate』、『Love is...』作詞『アサガオ』作詞　（ヒットチャート最高位　第2位)『トキヲカゾエテ』作詞・作曲　（ヒットチャート最高位　第10位）『Father』作詞・作曲　（ヒットチャート最高位　第2位）
- 庄毛安那『Raise a fist!』作詞
- 遠野実歌『少女探偵パンプキンプリン』作詞

## 現在出演中のラジオ番組
- YOKOHAMA SYA ⇔ REE（FMヨコハマ、2013年4月 - ）
- 杉崎智介受験アワー（FM FUJI、2021年3月 - ）
- 杉崎智介不思議空間（FM FUJI、2021年3月 - ）
- 杉崎智介SHOW（TOKYO FM、2021年4月 - ）

## 過去に出演したラジオ番組
- 杉崎智介のマンデーキネマ（SHIBUYA-FM、2011年2月 - 6月）
- 仙台渋谷コネクション（SHIBUYA-FM、Radio3、2011年7月 - 12月）
- 杉崎智介のTOKYO GOSSIP（中央エフエム、2011年3月 - 5月）
- 杉崎智介 Director Eyes（NACK5、2011年4月 - 9月）
- ミッドナイト劇場〜てのひらドラマ（TOKYO FM、2011年6月 - 2012年8月ほか）
- ミッドナイト劇場-The Calendar Bar-（TOKYO FM、2012年10月 - 12月）
- MIDNIGHT SHELTER→RUN（FMヨコハマ、2010年12月 - 2012年3月）
- 杉崎智介の泣ける歴史ドラマ→杉崎智介ミステリー～真夜中のギャラリー（ラジオ日本、2011年11月 - 2012年4月）
- One O'Clock Blues（Inter FM、2012年10月 - 2013年3月）
- 杉崎智介のガラッパチ受験サロン（ニッポン放送、2016年9月 - 2017年9月）
- 杉崎智介アワー（FM-FUJI、2011年6月 - 11月）
- 杉崎智介劇場（FM-FUJI、2011年9月 - 2012年6月）
- 杉崎智介の朝ドラ（FM-FUJI、2012年10月 - 2013年6月）
- 杉崎智介のラジドラ！→杉崎智介の受験カフェ→杉崎智介カフェ→杉崎智介ラジオ→杉崎智介ラジオ〜名言・諺 café→杉崎智介の朝までラジオ（FM-FUJI、2013年9月 - 2016年12月）
- 杉崎智介流（FM-FUJI、2015年10月 - 2016年9月）
- 杉崎智介の美術倶楽部→杉崎智介の科学倶楽部→杉崎智介の朝の毒（FM-FUJI、2017年10月 - 2019年8月）
- 杉崎智介の気弱な深夜Radio→杉崎智介のラジオ夜話（FM-FUJI、2011年11月 - 2016年9月、2018年1月 - 2020年3月）
- 杉崎智介のおはドラ（FM-FUJI、2020年3月 - 2021年2月）

## テレビ番組
- le Salon〜杉崎智介美術ミステリードラマ

## 著書
- 都市の経営学（1998/7/18、現代書林）ISBN 9784774500935